# Kantoni departmaja Allier
Sledi seznam 19 kantonov departmaja Allier v Franciji po reorganizaciji francoskih kantonov, ki je začela veljati marca 2015:
- Bellerive-sur-Allier
- Bourbon-l'Archambault
- Commentry
- Cusset
- Dompierre-sur-Besbre
- Gannat
- Huriel
- Lapalisse
- Montluçon-1
- Montluçon-2
- Montluçon-3
- Montluçon-4
- Moulins-1
- Moulins-2
- Saint-Pourçain-sur-Sioule
- Souvigny
- Vichy-1
- Vichy-2
- Yzeure